# Знаешь ли ты
«Знаешь ли ты» — песня, написанная российской певицей МакSим. Композиция была выпущена как четвёртый официальный сингл певицы из её дебютного студийного альбома «Трудный возраст».
«Знаешь ли ты» получила одобрение музыкальных критиков и в декабре 2011 года журналом «Афиша» была включена в список самых ярких и запомнившихся русских поп-хитов за последние 20 лет. Композиция удостоилась трёх номинаций на премии российской музыкальной индустрии «Рекордъ». В 2007 году она была номинирована в категории «Рингбэктон года», а в 2008-м в категориях «Отечественный радиохит» и «Отечественный рингбэктон года». Песня стала вторым синглом альбома, достигшим первого места в радиочарте стран СНГ.

## Создание
Слова и музыка песни написаны самой МакSим в 16 лет. Композиция была записана в ходе студийной сессии 2005 года, после подписания контракта с Gala Records. Сама певица утверждает, что это одна из двух песен в альбоме, которая действительно написана о ней, о её чувствах, эмоциях и переживаниях (другая песня — это «Сантиметры дыхания»). В интервью сайту «D-pils.lv» МакSим сказала, что: 

Песня «Знаешь ли ты» — это исповедь. Она выстрадана, в ней весь мой печальный жизненный опыт. Я долго не могла исполнять её на публике.— МакSим
29 апреля 2022 года МакSим представила новую версию песни, записанную совместно с Димой Биланом.

## Список композиций
- Радиосингл[9]

| №  | Название                    | Автор(ы)         | Длительность |
| -- | --------------------------- | ---------------- | ------------ |
| 1. | «Знаешь ли ты»              | Марина Максимова | 3:59         |
| 2. | «Знаешь ли ты» (Radio Edit) | Марина Максимова | 3:21         |
| 3. | «Знаешь ли ты» (R`n`B Mix)  | Марина Максимова | 3:36         |

## Реакция критики
Обозреватель журнала Time Out Андрей Никитин в обзоре музыкальной карьеры МакSим положительно отозвался о композиции и писал, что «песня „Знаешь ли ты“, без вопросов, гениальная…».
В декабре 2011 года журнал «Афиша» включил композицию «Знаешь ли ты» в список самых ярких и запомнившихся русских поп-хитов за последние 20 лет. В издании посчитали, что песня стала последней главой «в сказке о том, как тихая казанская девочка победила столичный шоу-бизнес». Автор статьи охарактеризовал эту композицию как балладу о разлуке, «надрывный дворовый КСП, упакованный в поп-формат». «МакSим, по сути, создала новую лирическую героиню нулевых — плюшевую, робкую и покорную».
В конце 2014 года мужской журнал GQ составил список «21 песня XXI века», в котором песня «Знаешь ли ты» заняла 9 место.

## Коммерческий успех
Сингл возглавил радиочарт стран СНГ, пробыв на первом месте 2 недели.
Цифровые продажи сингла превысили 1,2 миллиона скачанных копий. Песня заняла 8 место в чарте продаж ринг-бэк тонов за сентябрь 2008 года на Украине.

| Страна/территория (Чарт)  | Высшая позиция |
| ------------------------- | -------------- |
| Tophit Общий Топ-100      | 1              |
| Tophit Топ-100 по заявкам | 2              |
| Tophit Российский Топ-100 | 312            |
| Tophit Московский Топ-100 | 2              |
| Tophit Украинский Топ-100 | 98             |
| Tophit Киевский Топ-100   | 147            |
| Золотой граммофон         | 1              |

| Страна/территория (Чарт)  | Высшая позиция |
| ------------------------- | -------------- |
| Tophit Общий Топ-100      | 1              |
| Tophit Московский Топ-100 | 3              |
| Топ-10 RBT                | 9              |
| Топ-10 RBT                | 8              |

### Годовые чарты
| Страна/территория (Чарт)    | Высшая позиция |
| --------------------------- | -------------- |
| Tophit Общий Топ-200        | 20             |
| Tophit Общий Топ-200 (рус.) | 10             |
| Tophit Топ-200 по заявкам   | 7              |
| Tophit Московский Топ-200   | 44             |
| ЕвроХит Топ 40              | 9              |

## Влияние
Песня стала неофициальным гимном болельщиков московского футбольного клуба «Спартак», которые исполняют её во время матчей. В 2014 году песня впервые прозвучала в перерыве матча между «Спартаком» и казанским «Рубином», и её подхватили многочисленные болельщики московского клуба. В 2019 году МакSим исполнила эту песню на гостевом матче «Спартака» против «Сочи». Поворотным моментом для песни стало 29 мая 2022 года, когда МакSим исполнила песню после финала Кубка России по футболу в «Лужниках»: ей подпевали игроки и тренерский штаб победившего в финале «Спартака», а также болельщики с трибун.

## Награды
- 2007 год — «Золотой граммофон»[33].
- 2007 год — диплом фестиваля «Новые песни о главном»[34].

## Музыкальное видео
Видео на композицию снимала известный[кому?] режиссёр Ирина Миронова, ранее работавшая с Тимати, Кристиной Орбакайте и другими артистами. Операторами выступили Марат Адельшин, снимавший фильм «Меченосец», и Леван Капанадзе, работавший над «Дневным Дозором».
Съёмки проходили в феврале 2007 года в двух городах — Москве и Сочи. На московской квартире снимались сцены с подругой МакSим, которую сыграла молодая актриса Анастасия, и таинственным молодым человеком. В Сочи проходили съёмки МакSим, идущей босиком по ночным улицам.
По состоянию на март 2024 года видео на официальном YouTube-канале певицы набрало свыше 148 млн просмотров.